# Зеленогорское (Одесская область)
Зеленого́рское (укр. Зеленогірське) — посёлок в Любашёвском районе Одесской области Украины.

## История
В январе 1989 года численность населения составляла 2125 человек.
В декабре 2010 года находившийся здесь сахарный завод был признан банкротом и началась процедура его ликвидации.
На 1 января 2013 года численность населения составляла 1592 человек.

## Объекты социальной инфраструктуры
Учебное заведение "Зеленогірська ЗОШ І-ІІІст."

## Транспорт
В непосредственной близости располагается ж.-д. ст. Заплазы.